# Opius canimensis
Opius canimensis är en stekelart som beskrevs av Fischer 1965. Opius canimensis ingår i släktet Opius och familjen bracksteklar. Inga underarter finns listade i Catalogue of Life.